# Acmaea stanfordiana
Acmaea stanfordiana är en snäckart som först beskrevs av S. S. Berry 1960.  Acmaea stanfordiana ingår i släktet Acmaea och familjen Acmaeidae. Inga underarter finns listade i Catalogue of Life.